# Bolt Arena
Die Bolt Arena ist ein Fußballstadion in der finnischen Hauptstadt Helsinki. Es trägt seit Januar 2020 den Sponsornamen des Technologieunternehmens Bolt.Works. Es befindet sich direkt neben dem Olympiastadion Helsinki und der Eissporthalle Helsingin Jäähalli.

## Geschichte
Die Anlage wurde 2000 eröffnet und bietet 10.770 Plätze, davon 36 V.I.P.- und 45 Presseplätze. Es ist ein reines Sitzplatzstadion, alle Plätze sind überdacht. Zudem kann die Haupttribüne beheizt werden. Gespielt wird auf einem Kunstrasen, unter dem Spielfeld befindet sich eine Rasenheizung. In der Spielstätte tragen hauptsächlich der Fußballverein HJK Helsinki und sein Reserveteam Klubi 04 ihre Heimspiele aus, es fanden allerdings auch einige Freundschaftsspiele der finnischen Fußballnationalmannschaft hier statt. 2003 wurde hier das Finale der U-17-Fußball-Weltmeisterschaft ausgetragen.  
Die Bolt Arena war bei der Fußball-Europameisterschaft der Frauen 2009 einer der fünf Spielorte. Während des Turniers trug die Arena allerdings den Namen „Töölö-Stadion“. Für das Turnier wurde ein Naturrasen verlegt. Im Stadion wurden drei Vorrundenspiele, ein Viertelfinale und ein Halbfinale ausgetragen.  